# Rena
rena（レナ、2005年9月29日 - 女性）は、日本のウクレレ奏者。

## 略歴
8歳よりウクレレを始め、ウクレレ世界チャンピオンのJazzoomCafeに師事。
2015年、国内で開催されたウクレレパフォーマンスコンテストでMVPを受賞。
2016年、ハワイで開催された第5回インターナショナルウクレレコンテスト13歳以下ソロ部門で優勝し、ウクレレジュニア世界チャンピオンになる。その後、『ukurena』名義でプロ活動を開始。
2020年には14歳で世界最大音楽トレードショー『NAMM SHOW2020』にウクレレ・デモプレイヤーとして出演。
2022年、日本コロムビアよりメジャーデビューし、アーティスト名を『rena』に改名。配信シングル『rena - Jazz ukulele selection - 酒とバラの日々/ハナミズキ』をリリース。

## ディスコグラフィ
- 2022年7月配信シングル『rena - Jazz Ukulele Selection - 酒とバラの日々 / ハナミズキ』
- 2023年12月配信シングル『rena - Jazz Ukulele Selection - Girl from Ipanema / Cutting Edge』